# Freddie Mills
Freddie Mills est un boxeur et acteur anglais né le 26 juin 1919 à Bournemouth, et mort le 25 juillet 1965.

## Carrière de boxeur
Champion d'Angleterre des poids mi-lourds en 1942 puis champion d'Europe EBU de la catégorie en 1947, il devient champion du monde le 26 juillet 1948 en battant aux points Gus Lesnevich mais perd ce titre le 24 janvier 1950 face à Joey Maxim par KO au 10e round. Mills met alors un terme à sa carrière sur un bilan de 76 victoires, 18 défaites et 7 matchs nuls.

## Filmographie
- 1955 : Breakaway de Henry Cass
- 1957 : Kill Me Tomorrow de Terence Fisher
- 1960 : Les Loustics à l'hosto (Carry On Constable) de Gerald Thomas